# Karl-Jesko von Puttkamer
Karl-Jesko Otto Robert von Puttkamer (24 mars 1900 – 4 mars 1981) est un contre-amiral de la Kriegsmarine qui servit notamment comme adjudant naval d'Adolf Hitler du début à la fin de la Seconde Guerre mondiale. Il est notamment connu pour avoir été l'une des victimes de l'attentat du 20 juillet 1944 contre Hitler, au cours duquel il fut blessé.

## Les premières années
Puttkamer est né à Francfort-sur-l'Oder, dans la province du Brandebourg. Il est membre d'un famille de haute noblesse, la famille Puttkamer dont faisait partie l'épouse d'Otto von Bismarck. Il rejoint la marine impériale en 1917 et sert comme cadet sur un croiseur lourd pendant la Première Guerre mondiale. En décembre 1917, il sert sur le Kaiserin. Dans les derniers mois du conflit il est diplômé en navigation de l'académie navale de Mürwik. Il quitte ensuite l'armée pour rejoindre un corps franc.

## Après la Première guerre mondiale
En septembre 1920, Puttkamer reprend des cours à l'académie navale de Mürwik et suit un entraînement à bord du croiseur léger Niobe.
Après sa promotion comme lieutenant, le 1er mai 1923, il est affecté à bord de l'U-boat G7. Il est ensuite muté au sein des officiers de l'académie navale de Mürwik.
De septembre 1926 à octobre 1930, il est nommé commandant du torpilleur Albatros ; il est ensuite promu lieutenant commandant du torpilleur Seeadler (de).
Après avoir pris de commandement du Seeadler, Puttkamer reprend à nouveau des études à l'académie navale de Mürwik à l'issue desquelles il est diplômé en tant qu'officier naval de liaison. Peu de temps après, il est affecté comme adjudant naval auprès de l'état-major général. En juin 1935, il est transféré à l'état-major du commandant en chef de la Kriegsmarine. Puttkamer sert comme adjudant naval d'Hitler jusqu'en juin 1938, période à laquelle il est transféré dans le service actif.

## Seconde guerre mondiale

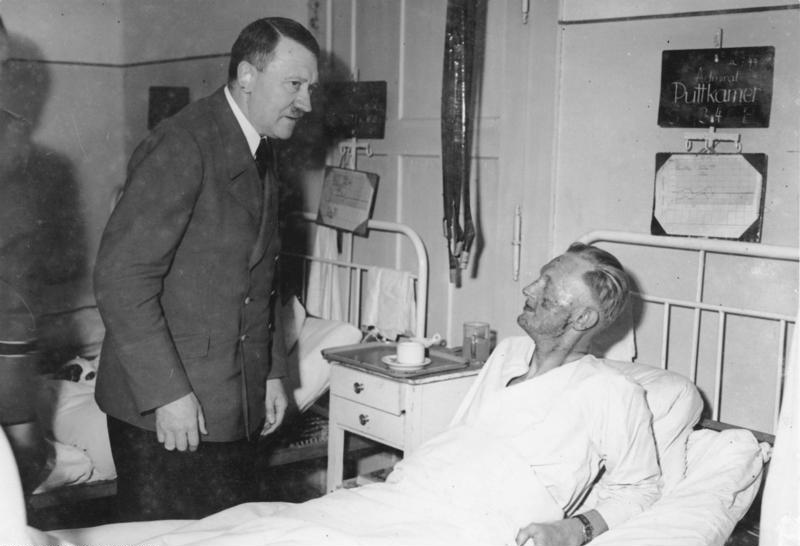
Fin juillet 1944, Adolf Hitler rend visite à Puttkamer sur son lit d'hôpital

Peu avant le déclenchement de la Seconde Guerre mondiale, Puttkamer est capitaine d'un destroyer. Après le déclenchement des hostilités, il retrouve son rôle d'adjudant naval de Hitler, fonction qu'il conserve après sa promotion au grade de Konteradmiral en septembre 1943. Puttkamer est blessé lors de l'attentat du 20 juillet 1944.

## Les derniers jours du Troisième Reich
Le 20 avril 1945, Hitler annonce à son entourage que « la situation des derniers jours a changé dans de telles proportions qu'il est contraint de réduire son staff.
Le même jour, il ordonne à Puttkamer, Theodor Morell, Hugo Blaschke, aux secrétaires Johanna Wolf, Christa Schroeder et à d'autres membres de son entourage de quitter Berlin par la voie des airs pour se réfugier à l'Obersalzberg. Au cours des trois jours qui suivent, le groupe fuit Berlin à bord d'avions dépendant Fliegerstaffel des Führers. Puttkamer quitte Berlin le 21 avril 1945 ; il a pour ordre de se rendre au Berghof pour y détruire des documents et objets personnels de Hitler Il est arrêté après la capitulation allemande et maintenu en détention jusqu'en mai 1947.

## Décès
Puttkamer décède à Neuried le 4 mars 1981. Il y est enterré au cimetière de Waldfriedhof.